# Dribbble
Dribbble es una comunidad en línea para exhibir ilustraciones hechas por el usuario. Funciona como una plataforma de autopromoción para trabajos de diseño gráfico, diseño web, ilustración, fotografía y otras áreas creativas. Fue fundada en 2009 por Dan Cederholm y Rich Thornett, siendo públicamente disponible en 2010. Es una plataforma muy usada por los diseñadores para compartir su trabajo, con un número estimado de 460.000 usuarios. La compañía está situada en Salem, Massachusetts.

## Suscripción
Dribbble tiene un sistema de suscripción solo para invitados, donde se distribuyen varias suscripciones a artistas y diseñadores para invitar libremente a sus compañeros a unirse a la plataforma. También existe un servicio de suscripción de pago con características añadidas.
Ha habido cierta polémica en la comunidad de artistas sobre este sistema de suscripción, ya que algunos lo consideran una forma de elitismo .